# キリストと姦淫の女 (ロット)
『キリストと姦淫の女』（キリストとかんいんのおんな、仏: La Femme adultère、英: The Woman Taken in Adultery）は、イタリア・ルネサンスのヴェネツィア派の画家ロレンツォ・ロットがキャンバス上に油彩で描いた絵画である。ローマやフィレンツェなどイタリア各地で20年近く活動した画家が故郷ヴェネツィアに戻って間もない1527-1529年に制作した。作品は1671年にルイ14世により取得され、現在パリのルーヴル美術館に所蔵されている。

## 作品
この絵画は、『新約聖書』中の「ヨハネによる福音書」 (8章1-11) に記述されている逸話を主題としている。登場する姦淫を犯した女性はしばしばマグダラのマリアと混同されるが、別の女性である。姦通の咎で女性を責め立てる学者たちに、イエス・キリストは「罪なき者は最初に石を投げよ」といった。
ロットは2人の主役を取り巻く混沌を非常に写実的に描き、表情豊かな身振りや顔の表情、色彩のコントラストによって劇的な効果を得ている。一方では、女性を非難の眼差しでにらみつける者、彼女の服を引っ張る者など律法学者やファリサイ派の人々の熱気を帯びた、荒々しい振る舞いが描かれている。他方、冷静で落ち着いたキリストと悔恨の感情を見せる女性は周囲の人々と対比され、際立っている。
ロットは16世紀のヴェネツィア派らしい豊かな色彩表現を用いつつ、人物の内面に迫る深い心理描写にも秀でていた。本作においては、画家のそうした才能が遺憾なく発揮されており、画家の宗教的主題の作品の中でも傑出したものといえる。